# Goldhähnchen-Laubsänger

Verbreitung des Goldhähnchen-Laubsängers (Phylloscopus proregulus):
Brutgebiete
Migration
Überwinterungsgebiete

Der Goldhähnchen-Laubsänger (Phylloscopus proregulus, Syn.:  Abrornis proregulus) ist eine mittel- und ostasiatische Singvogelart aus der Familie der Laubsängerartigen. Sein Brutgebiet erstreckt sich durch die südsibirische Nadelwaldtaiga und dortige Bergwälder bis in die nördliche Mongolei und nach Nordostchina. Die Vögel sind ausgesprochene Langstreckenzieher, die im südlichen China und angrenzenden Ländern überwintern. In den letzten Jahrzehnten werden auch in Europa vor allem während des Herbstzugs Goldhähnchen-Laubsänger in wachsender Zahl als Irrgäste beobachtet.
Der Name der Art ist auf eine gewisse äußerliche Ähnlichkeit mit dem Wintergoldhähnchen zurückzuführen, zumal der Goldhähnchen-Laubsänger einer der kleinsten eurasischen Vögel vom „Zweigsänger-Typ“ (d. h. der Unterfamilie Sylvioidea) ist.
Die Vögel haben für ihre Größe einen relativ großen Kopf und einen kurzen Schwanz. Die Oberseite des Gefieders ist allgemein olivgrünlich, die Unterseite eher hell. Auffällig sind der helle Überaugenstreif und der dunkle Zügel-Augenstreif sowie die beiden blassgelblichen Flügelstreifen. Allerdings ähnelt er in diesen Merkmalen dem im selben Verbreitungsgebiet vorkommenden Gelbbrauen-Laubsänger. Charakteristisch sind daher der gelbe Scheitelstreif und ein zitronengelbes Bürzelband, dass er nur mit einigen nahverwandten südostasiatischen Laubsängerarten teilt, die früher als Unterart des Goldhähnchen-Laubsängers betrachtet wurden. Ein sicheres Unterscheidungsmerkmal auch zu diesen Arten ist jedoch der sehr außergewöhnliche Gesang.
Goldhähnchen-Laubsänger sind Insektenfresser, die ihre Beute in Bäumen und Gebüsch in kurzen schwirrenden Jagdflügen erhaschen. Da die Art ein sehr großes Verbreitungsgebiet hat und keine negativen Populationstrends bekannt sind, wird sie von der IUCN aus nicht gefährdet (least concern) eingeordnet.

## Beschreibung

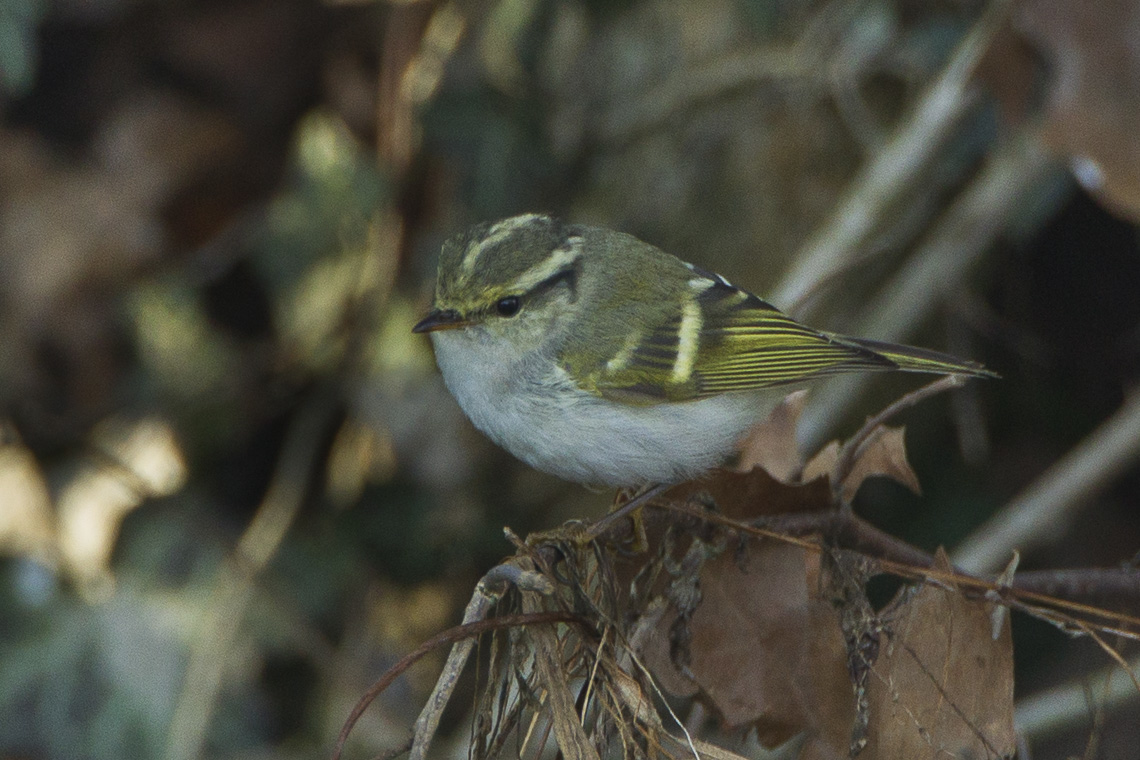
Merkmale: Scheitelstreif, Überaugenstreif mit Stirnband und Zügel-Augenstreif. Von den beiden Flügelbinden ist hier nur eine deutlich sichtbar.

Mit einer Länge von 9–10 cm und einem Gewicht von 4–7 g ist der Goldhähnchen-Laubsänger einer der kleinsten Zweigsänger, noch kleiner als der Gelbbrauen-Laubsänger und kaum größer als das Wintergoldhähnchen. Für einen derart kleinen Vogel wirkt der Kopf dennoch relativ groß, der Schwanz ausgesprochen kurz.
Die Oberseite des Vogels ist allgemein dunkel olivgrün. Die gelben Spitzen der Hinterrückenfedern bilden ein auffälliges Streifenmuster. Die dunklen Mittleren und Großen Armdecken bilden mit ihren schwefelgelben Spitzen beim ruhenden Vogel beidseitig jeweils zwei auffällige Flügelbinden – eines der wichtigsten Bestimmungsmerkmale der Art. Insbesondere im Jagdflug ist oft das typische, helle, etwa 10 mm breite Bürzelfeld erkennbar. Der ansonsten dunkle Oberkopf ist durch einen deutlichen hellgelben Scheitelstreif gekennzeichnet. Seitlich ist der Kopf durch einen dunklen Zügel-Augenstreif und einen zitronengelben Überaugenstreif, der bis in den Nacken reicht, markiert. Über dem Schnabel gehen diese Überaugenstreifen in ein unscharf begrenztes helles Stirnband über.
Die Unterseite ist hellgrau bis weiß und teilweise hellgelb im Brustbereich, vor allem Richtung der Achseln.
Der Schnabel der Vögel ist eher kurz. Der Oberschnabel ist schwärzlich-braun, der Unterschnabel eher gelblich bis hellbräunlich vor allem zur Wurzel hin, zur Spitze hin aber dunkel wie der Oberschnabel. Die Iris ist braun. Die Beine sind dunkelbraun mit einem Hauch grün oder grau.

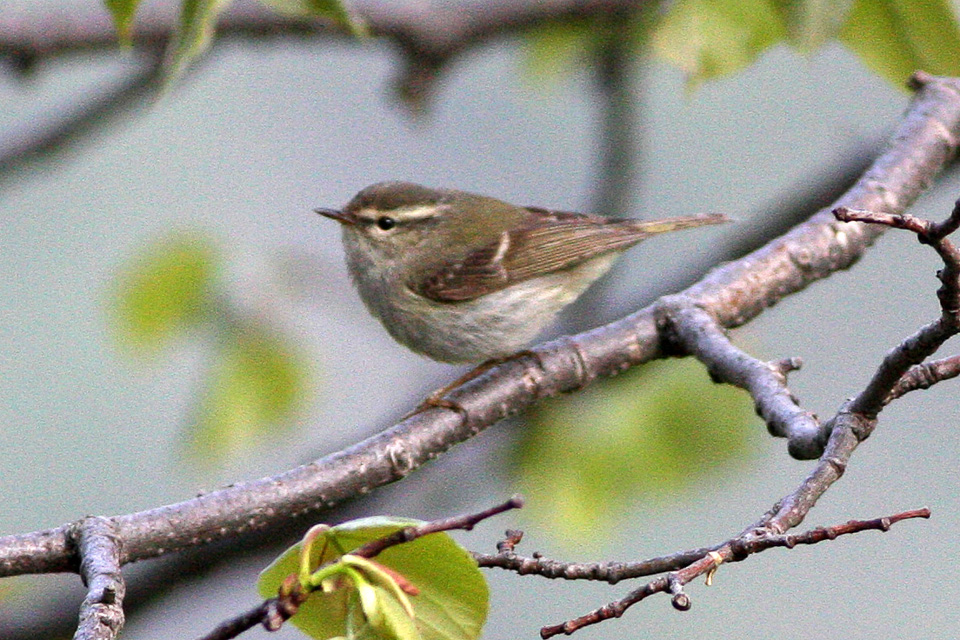
Sehr ähnlich: der Yunnanlaubsänger (Phylloscopus yunnanensis) mit weniger markant-gelbem Kopf und Flügelstreifen

In seinem asiatischen Verbreitungsgebiet kann der Goldhähnchen-Laubsänger von den sehr ähnlichen Arten, die früher als seine Unterarten betrachtet wurden, durch die im Vergleich etwas stärker gelblichen oben genannten Markierungen, aber vor allem durch seinen unterschiedlichen Gesang unterschieden werden. Aber auch andere asiatische Laubsänger sind recht ähnlich: Goldbinden-Laubsänger (Phylloscopus pulcher) und Brookslaubsänger (Phylloscopus subviridis) sind etwas größer, heller grün auf der Oberseite und weniger markant gemustert mit eher gelbbraunen bzw. weißen Flügelbinden. Der Graukehl-Laubsänger (Phylloscopus maculipennis) hat eher gräuliche Kopfzeichnungen, Gesicht und Hals sowie eine hellgelbe Unterseite.
Der Geschlechtsdimorphismus ist schwach ausgeprägt, im Schlichtkleid sind die Vögel auf der Oberseite etwas heller grünlich, haben etwas hellere Ränder der Schwungfedern und fast weißliche Markierungen. Die Jungvögel sind den adulten Tieren sehr ähnlich, wobei die Oberseite einen leichten Braunstich besitzt, die Unterseite eher hellgrau ist. Der Überaugenstreif ist weniger deutlich. Die adulten Vögel durchlaufen nach der Brutzeit im August bis September eine Vollmauser, bevor sie ins Winterquartier wechseln. Die Jungvögel mausern das erste Mal nur teilweise und etwas früher (Juli–August), Jungvögel und adulte Vögel durchlaufen vor der Brutphase im März oder April noch eine Teilmauser, bei der sie die meisten Körperfedern und einige Schwanzfedern ersetzen.
Der Gesang des Goldhähnchen-Laubsängers wird gewöhnlich von einer verdeckten Singwarte nahe der Spitze eines hohen Baumes vorgetragen. Der Gesang ist laut, abwechslungsreich und melodisch. Er kann bspw. als tirrit-tirrt-tirritt-tertschie-terschie-tertschie-tschu-tschu-tschi-tschi-tschu-tschu beschrieben werden, ist dabei aber sehr variabel und enthält oft noch Triller-Elemente. Er erinnert darin an den Kanarengirlitz, insgesamt in der Melodie aber auch an den Waldpieper, der auch ein ähnliches Verbreitungsgebiet besitzt. Der Gesang ist in Strophen von 2–4 Sekunden unterteilt, wird aber oft in langer Folge von bis zu 10 Minuten vorgetragen. Er wird sowohl im Brut- als auch im Überwinterungsgebiet und auch auf dem Zug vorgetragen. Der Ruf ist ein kurzes, zweisilbiges, hartes, aber melodisches dschu-ie. Im Gegensatz dazu haben die ehemaligen Unterarten sehr unterschiedliche Gesänge, die oft metallischer, monotoner und härter klingen. Die Rufe dieser Arten sind typischerweise scharf und einsilbig.

## Lebensraum und Verbreitung

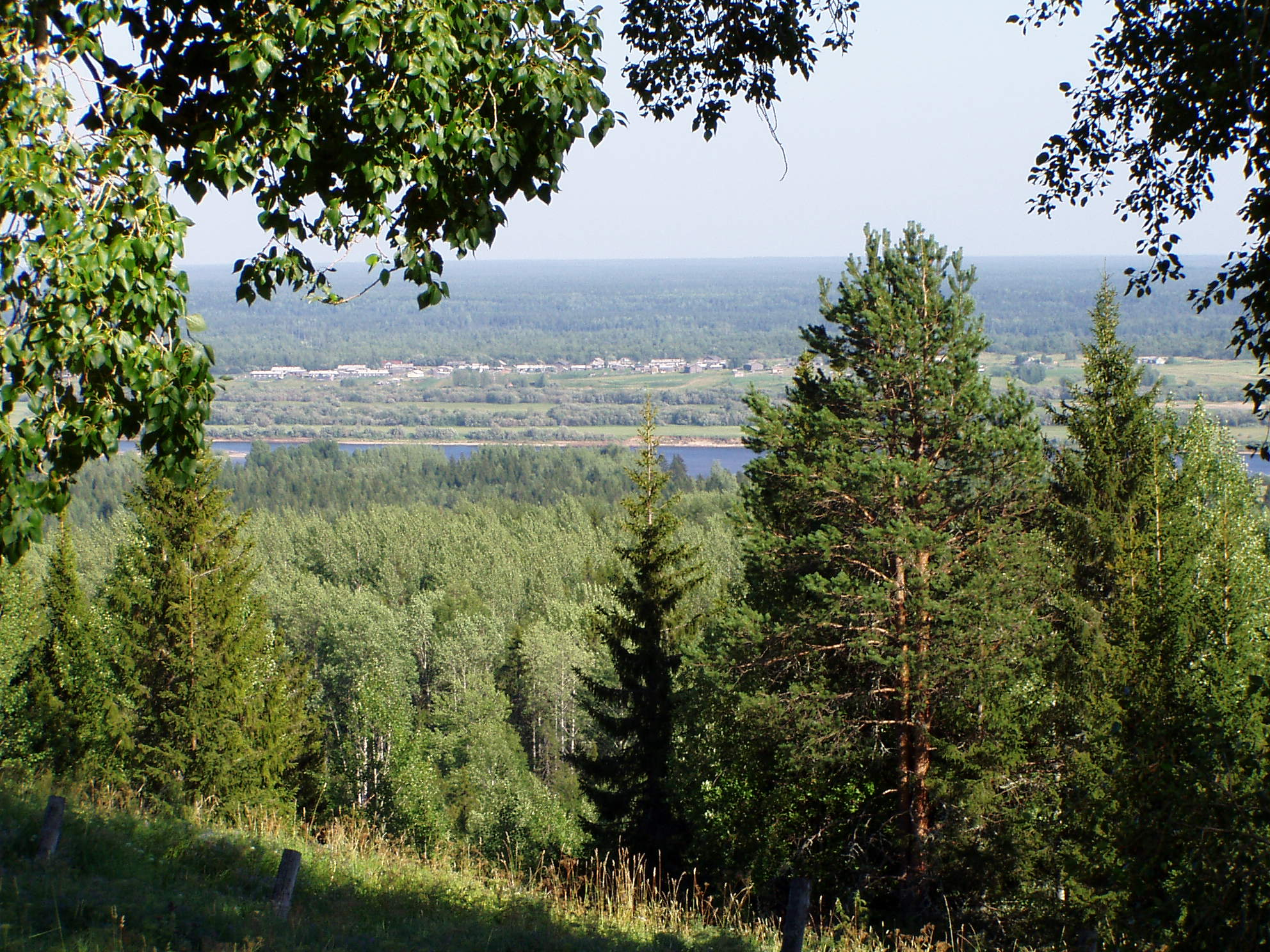
Typisches Brutgebiet: Waldgebiet in der sibirischen Taiga

Der Goldhähnchen-Laubsänger brütet in den Nadelwäldern der Taiga, die Tannen, Fichten, Kiefern und Lärchen enthalten, aber auch in Bergmischwäldern mit Rhododendren und einem hohen Nadelholz-Anteil. In Gebirgen (z. B. im Stanowoigebirge und im Kolymagebirge) werden teilweise auch Krüppelwälder bis zur Baumgrenze bewohnt. In Südrussland wurden Brutreviere bis in eine Höhe von 1500–1700 m festgestellt. Im Winterquartier ist die Spannbreite der Habitate größer und umfasst Laub- und Nadelwälder, immergrüne Eichen- und Lorbeerwälder, aber auch Gebüsche und sogar Gärten.
Das Brutgebiet hat sich im 19. Jahrhundert deutlich nach Westen ausgedehnt. Während als sibirische Westgrenze der Verbreitung zur vorletzten Jahrhundertwende noch Irkutsk galt, ist die Art mittlerweile im Gebiet um Krasnojarsk gewöhnlich und kommt auch schon bei Tomsk und Gebieten westlich des Ob regelmäßig vor. Auch der Altai ist besiedelt. Die südliche Verbreitungsgrenze zieht sich über die nördliche Mongolei bis in die Amurregion, das nordöstliche China und bis zum Ochotskischen Meer. Auch die Insel Sachalin zählt zum Brutgebiet, eventuell auch Teile Nordkoreas. Nördlich reicht das Brutgebiet in Mittelsibirien teilweise bis zum 64. nördlichen Breitengrad, und in Ostsibirien bis nordöstlich von Magadan.
Die Winterquartiere liegen vornehmlich im subtropischen Südchina südlich des Jangtsekiang einschließlich der Insel Hainan, Nord-Vietnam und -Laos und auch Nord-Thailand.

### Siedlungsdichte und Status
In weiten Teilen ihres Verbreitungsgebiets ist die Art weitverbreitet und recht häufig. In Südostrussland wurden Siedlungsdichten bis zu 35–50 Paaren/km2 festgestellt, obwohl in west-, mittel- und nordsibirischen Gebieten eher Dichten von 2–6 Paaren/km2, ausnahmsweise bis zu 15 Paaren/km2 festgestellt wurden. Auch in Teilen des Überwinterungsgebiets in Südostasien ist die Art lokal recht häufig.
Da keine gegenteiligen Hinweise vorliegen, wird die Populationsgröße als stabil angesehen, obwohl keine genaueren Daten vorliegen. Auf Grundlage dieser Einschätzung und des großen Verbreitungsgebiets wird die Art von der IUCN als ungefährdet (least concern) eingestuft, da eine höhere Gefährdungsstufe eine Abnahme von 30 Prozent innerhalb eines Jahrzehnts oder drei Generationen voraussetzen würde.

### Zugverhalten

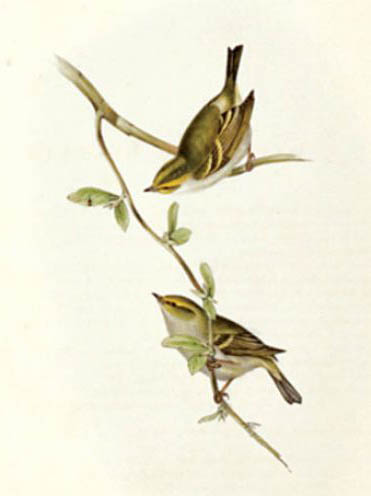
John Goulds Zeichnung aus dem Jahr 1837 des „Damatinischen Goldhähnchens“ (engl. Original: „Dalmatian Regulus“)

Die Hauptzugstrecke des Goldhähnchen-Laubsängers führt durch die Mongolei, Mandschurei, Korea und vor allem Ost-China. Obwohl die Art auf Sachalin brütet und im beschriebenen südostasiatischen Gebiet überwintert, werden nur wenige Vögel auf dem Zug in Japan beobachtet. Vor der Jahrtausendwende dort noch eine extreme Ausnahme (eine Beobachtung im Jahr 1967), werden mittlerweile aber doch jährlich Individuen dort nachgewiesen.
Goldhähnchen-Laubsänger werden im Zuge der Westausbreitung der Art mittlerweile jedes Jahr vor allem im Herbst in Europa als Irrgäste beobachtet. Der erste Nachweis in Europa geht auf das Jahr 1829 zurück, in dem der österreichische Offizier und Ornithologe Christoph Fellner von Feldegg ein Exemplar der Art in Dalmatien schoss. John Gould, der das Exemplar untersuchte und formal beschrieb, erkannte nicht, dass es sich um eine bereits in Asien beschriebene Art handelte, und nannte sie „Dalmatinisches Goldhähnchen“ (engl. „Dalmatian Regulus“, Regulus modestus). Der deutsche Ornithologe Heinrich Gätke, der 1837 auf die damals britische Insel Helgoland gezogen war, stellte dort immer wieder asiatische Laubsänger fest, darunter in den Jahren 1845 und 1875 auch Goldhähnchen-Laubsänger. In den 80er Jahren des 19. Jahrhunderts wurden dann auch bei Orenburg im Uralvorland einige Exemplare nachgewiesen und seitdem in immer regelmäßigerer Zahl an verschiedenen Stellen Ost-, Mittel- und Nordeuropas.
In Westeuropa stammt der erste Nachweis auf den Britischen Inseln aus dem Jahr 1896, wo in Norfolk ein Vogel geschossen wurde. Der nächste Nachweis stammt allerdings erst aus dem Jahr 1951. Seitdem ist die Art aber regelrecht häufig als Irrgast gesichtet worden und zählt dort seit 1990 nicht mehr als Seltenheit. Im Jahr 2003 wurden sogar 313 Exemplare im Vereinigten Königreich gezählt. In den nordischen Ländern Schweden, Finnland und Dänemark erscheint der Vogel mittlerweile jährlich. Auch an den norddeutschen Küsten werden seit der Jahrtausendwende fast jährlich Individuen festgestellt, vor allem auf Helgoland, aber auch auf anderen vorgelagerten Inseln wie der Greifswalder Oie.
Die meisten europäischen Nachweise des Goldhähnchen-Laubsängers sind Vögel im ersten Lebensjahr. Verschiedene Gründe für das stetige Anwachsen der Zahl der Nachweise in Westeuropa werden diskutiert. Klassischerweise wurden die Vögel als vom Normverhalten abweichende Irrgäste gesehen. Die Häufigkeit gerade mittelsibirischer Arten, insbesondere dieser Art, führte schließlich zur Theorie des Umkehrzuges, da die Jungvögel auf dem Weg nach Westeuropa praktisch genau entgegengesetzt zu ihrem eigentlichen Zugweg wandern. Neuerdings wird auch die Etablierung eines neuen Zugweges vermutet, der die zunehmend milden klimatischen Verhältnisse im winterlichen Westeuropa ausnutzt. Kritik an dieser Idee rührt von der Tatsache her, dass viele dieser Vogel in Nordwestspanien überwintern sollten, aber in Spanien insgesamt wenig, und wenn, dann im Osten beobachtet werden. Es wurde daher vorgeschlagen, dass die Vögel von den häufigen mittel- und westeuropäischen Beobachtungsorten ausgehend ihren Zug direkt in südöstliche Richtung fortsetzen.
Außerhalb Europas wurde die Art als Irrgast auch in Nordafrika (Tunesien und Marokko), im Nahen Osten (Israel, Türkei und Iran), Zentralasien (Usbekistan und Tadschikistan), Süd- und Südostasien (Bangladesch und Taiwan) sowie in Alaska nachgewiesen.

## Verhalten
Der Goldhähnchen-Laubsänger ist nicht besonders scheu, aber seine unauffällige Lebensweise im Kronenbereich macht ihn schwer zu beobachten. Der Vogel ist praktisch ständig flatternd in Bewegung und rüttelt dabei auch nach Art der Goldhähnchen, allerdings wesentlich häufiger. Zuweilen hängt der Vogel auch nach Meisenart überkopf.

### Ernährung
Wie andere Laubsänger ist der Goldhähnchen-Laubsänger insektivor und ernährt sich von den Imagines, Larven sowie Puppen kleiner Insekten wie Fliegen, Motten und Blattläusen sowie auch von Spinnentieren. Die Nahrung wird von Blättern und Zweigen aufgelesen oder auch in kurzen Jagdflügen fliegenschnäpperartig erbeutet. Außerhalb der Brutzeit schließen sie sich zur Nahrungssuche auch gemischten Schwärmen aus Kleinvögeln, darunter Meisen, Goldhähnchen und andere Laubsänger. Im Winterquartier umfasst das Spektrum der Arten, mit denen die Futtersuche gemeinschaftlich begangen wird auch Brillenvögel, Stachelbürzler und Timalien.

### Fortpflanzung
Die Brutzeit findet von Juni bis Juli statt, die Eier werden ab Mitte Juni gelegt. Das Nest wird nur vom Weibchen gebaut, üblicherweise in der Nähe des Stammes eines Nadelbaums in einer Höhe zwischen 2 und 5 m, vereinzelt bis zu 13 Höhe. Ausnahmsweise wird auch in Gebüsch oder Krüppelholz gebrütet. Das Nest ist ein kugelförmiges, etwa 8 cm großes Konstrukt aus Moosen, Flechten, Nadeln und Halmen mit einer Innenpolsterung aus Federn, Gras und Tierhaaren. Es werden vier bis sechs Eier gelegt, die nur vom Weibchen bebrütet werden. Die Eier sind weißlich mit dunkelfarbigen Punkten, die sich zum stumpfen Pol hin verdichten. Die Jungen schlüpfen nach 12–13 Tagen und werden nach weiteren 12–14 Tagen flügge. In dieser Zeit werden sie ausschließlich vom Weibchen versorgt, danach noch für etwa eine Woche von beiden Eltern. Im Süden des Verbreitungsgebiets wird manchmal eventuell auch eine Zweitbrut durchgeführt, aber detailliertere Erkenntnisse zu diesem Thema liegen noch nicht vor. Das Brutrevier ist üblicherweise 3–5 ha groß, ausnahmsweise auch bis zu 10 ha.
Der Goldhähnchen-Laubsänger ist Wirtsvogel des auf Laubsänger und Pieper spezialisierten Hopfkuckucks, der wie sein naher Verwandter, der (gewöhnliche) Kuckuck, ein Brutparasit ist. Die Eier dieses Kuckuck sind ähnlich gefärbt, aber etwas größer als die des Wirtsvogels.

## Systematik
Erstbeschreiber der Art ist der deutsche Zoologe Peter Simon Pallas, der die Art am Ingoda-Fluss in Sibirien im Mai 1772 fand. Pallas leitete damals eine wissenschaftliche Expedition nach Sibirien im Auftrag der Zarin Katharina die Große, die zwischen 1768 und 1774 stattfand.  Bei der Veröffentlichung im Jahr 1811 benannte er die Art als Motacilla proregulus.
Der englische Name des Goldhähnchen-Laubsängers lautet zu Ehren des Erstbeschreibers Pallas's leaf warbler.
Der heutige wissenschaftliche Gattungsname Phylloscopus leitet sich aus dem Altgriechischen φύλλον (phýllon), „Blatt“, und skopos, „Sucher“ (von σκοπέω, „spähen, umherschauen, betrachten“) ab. Das Artepitheton proregulus stammt vom griechischen pro, „nahe“, und lateinisch regulus, „kleiner König“, das sich auf das Wintergoldhähnchen, Regulus regulus bezieht.
Die 1826 vom deutschen Zoologen Friedrich Boie erstbeschriebene Gattung Phylloscopus erhält zurzeit etwa 78 Arten kleiner Singvögel vom Zweigsängertyp und trägt den deutschen Namen Laubsänger. Früher Teil der damals größeren Familie der Sylviidae, bildet die Gattung heute eine eigene Familie, die Phylloscopidae.
Innerhalb der Gattung ist der Goldhähnchen-Laubsänger Teil einer Gruppe ähnlicher, sehr kleiner asiatischer Zweigsängerarten mit ähnlichen Merkmalen wie gelblich-weißer Unterseite, deutlichem Überaugenstreif, Scheitelstreif und Flügelbinden, die auch genetisch verwandt sind und innerhalb der Gattung eine Klade bilden. Früher wurden die Vögel dieser Gruppe als eigene Gattung Abrornis (von griechisch αβρος, abros: hübsch und ορνις, ornis: Vogel) geführt, die allerdings noch einige nicht näher verwandte Arten enthielt. Heute wird diese Gattung wieder von einigen Autoren im Sinne der etwa zehn Arten umfassenden oben genannten Klade geführt.
Vier der Arten der Abrornis-Klade wurden früher als Unterarten des Goldhähnchen-Laubsängers geführt. Die Art im heutigen Sinne wurde damals als Nominatform P. p. proregulus geführt. Die anderen vier Unterarten besitzen Brutgebiete, die weiter südlich und oft in höheren Lagen liegen, etwa im westlichen Himalaya, in Yunnan und nördlich bis Gansu und Hebei (nur hier mit Kontakt zum Brutgebiet der Nominatform).
Obwohl schon im 19. Jahrhundert Feldornithologen wie Gilbert White und William Edwin Brooks die Bedeutung der Lautäußerungen zur Unterscheidung der sehr ähnlich aussehenden Laubsänger unterstrichen, wurde diese Sichtweise lange Zeit von der Fachwelt mit Skepsis betrachtet. In jüngerer Zeit wird die Vokalisation zunehmend als bedeutsamer für die Systematik gesehen. Im Falle des Goldhähnchen-Laubsängers hat dies dazu geführt, dass die südlichen Unterarten wegen ihrer deutlich anderen Rufe und Gesänge als eigene Arten abgetrennt wurden, obwohl die Gefiedermerkmale sich nur wenig unterscheiden. Dieser „Split“ wurde durch molekulargenetische Untersuchungen von Per Alström aus dem Jahre bestätigt, so dass der Goldhähnchen-Laubsänger heutzutage (2018) allgemein als monotypische Art angesehen wird. Die als neue Arten abgetrennten Unterarten sind:
- Gelbbürzel-Laubsänger (Phylloscopus chloronotus): Entlang des Himalaya von Pakistan bis Nepal und Assam, angrenzend dort südwestliches China. Zwei Unterarten: P. c. chloronotus und P. c. simlaensis.
- Sichuanlaubsänger (Phylloscopus forresti): Südchina (Tibet, Shaanxi, Shanxi, südlich bis Yunnan und West-Sichuan), evtl. westliches und nördliches Myanmar
- Kansulaubsänger (Phylloscopus kansuensis): Zentral-China (Qinghai und Gansu), monotypisch.
- Yunnanlaubsänger (Phylloscopus yunnanensis): Zentral- bis Nordost-China (Sichuan, Qinghai, Süd-Gansu, Shaanxi und Hebei), monotypisch.

Die insgesamt fünf Arten bilden damit einen Arten-Komplex oder eine Superspezies. Der Goldhähnchen-Laubsänger scheint sich vor 4,1–5,5 Mio. vom Yunnanlaubsänger genetisch getrennt zu haben, von den anderen Arten etwa vor 1,7–3,2 Mio. Jahren.